# 1992年6月30日の日食

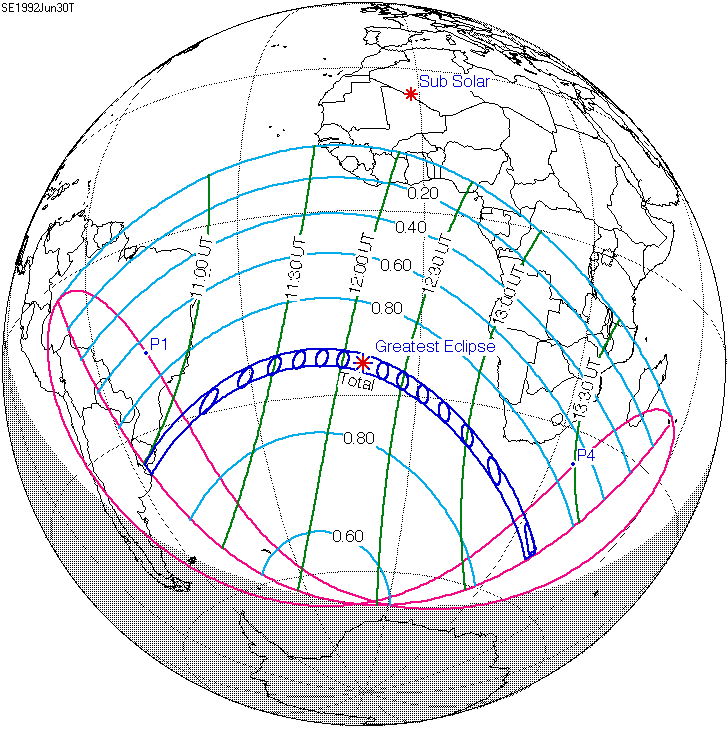

1992年6月30日の日食は、1992年6月30日に観測された日食である。ブラジルとウルグアイ両国の小さい部分で皆既日食が観測され、南アメリカの大部分、アフリカの南西半分及び以上の地域の周辺の一部で部分日食が観測された。

## 通過した地域
皆既帯が通過した、皆既日食が見えた地域は主に南大西洋で、陸地は月の本影が地球上で通過した最初の場所、日の出とともに皆既日食があったウルグアイ南東部とブラジル全国最南端のリオグランデ・ド・スル州南部だけだった。
また、皆既日食が見えなくても、部分日食が見えた地域はペルー南東部、チリの北半分、アルゼンチン中北部、ボリビア全国、パラグアイ全国、ウルグアイ全国、ブラジルのほとんど（北西部国境地帯を除く）、フォークランド諸島、西アフリカ南部、中部アフリカ南西部、南部アフリカ全部、東アフリカ南部、大西洋中南部の島々だった。

## 観測
皆既帯のうち、陸地が極めて少なく、しかも日の出のすぐ後に皆既食があり、太陽の仰俯角が3°未満だった。飛行機で南大西洋の中心部上空で観測すれば、皆既食の持続時間が最大10分間に延ばすことができ、しかも天気の影響は一切ない。しかし、航空機の巡航能力とコストのため、経済的に実行可能な飛行計画は南アメリカ大陸に比較的に近い洋上の上空に行き、約5分から6分間の皆既日食を見ることだった。アメリカ、カナダ、ブラジル、ドイツ、日本、イギリスなどの国からの48人がブラジルVASP航空のマクドネル・ダグラス DC-10旅客機に乗り、リオデジャネイロから南大西洋上空へ行き、皆既日食を観測してまたリオデジャネイロに戻った。乗客が飛行機から降りた後、機長は飛行機を操縦してサンパウロに戻った。出発スケジュールの影響と空中の風による臨時的な速度調整にもかかわらず、パイロットは飛行機を予定時刻と1秒未満の時間差で月の本影に入らせ、乗客は皆既日食の観測に成功した。また、離陸前に意図せずに飛行機を降りていなかったグランドスタッフの1人は偶然で皆既日食を見る機会を得た。パイロットも皆既日食に魅了され、皆既食の終わりの後数分間に月の影が遠くへ移動する様子を見つめ、戻ることを忘れた。機長はこれが職に就いてから最も珍しい飛行だと発表した。VASP航空はリオデジャネイロプラネタリウムにもボーイング737旅客機を提供した。プラネタリウムのスタッフ、現地の天文クラブのメンバー、政治家、有名人などもこの飛行機を乗り、皆既日食を観測した。